# Rozrazil douškolistý

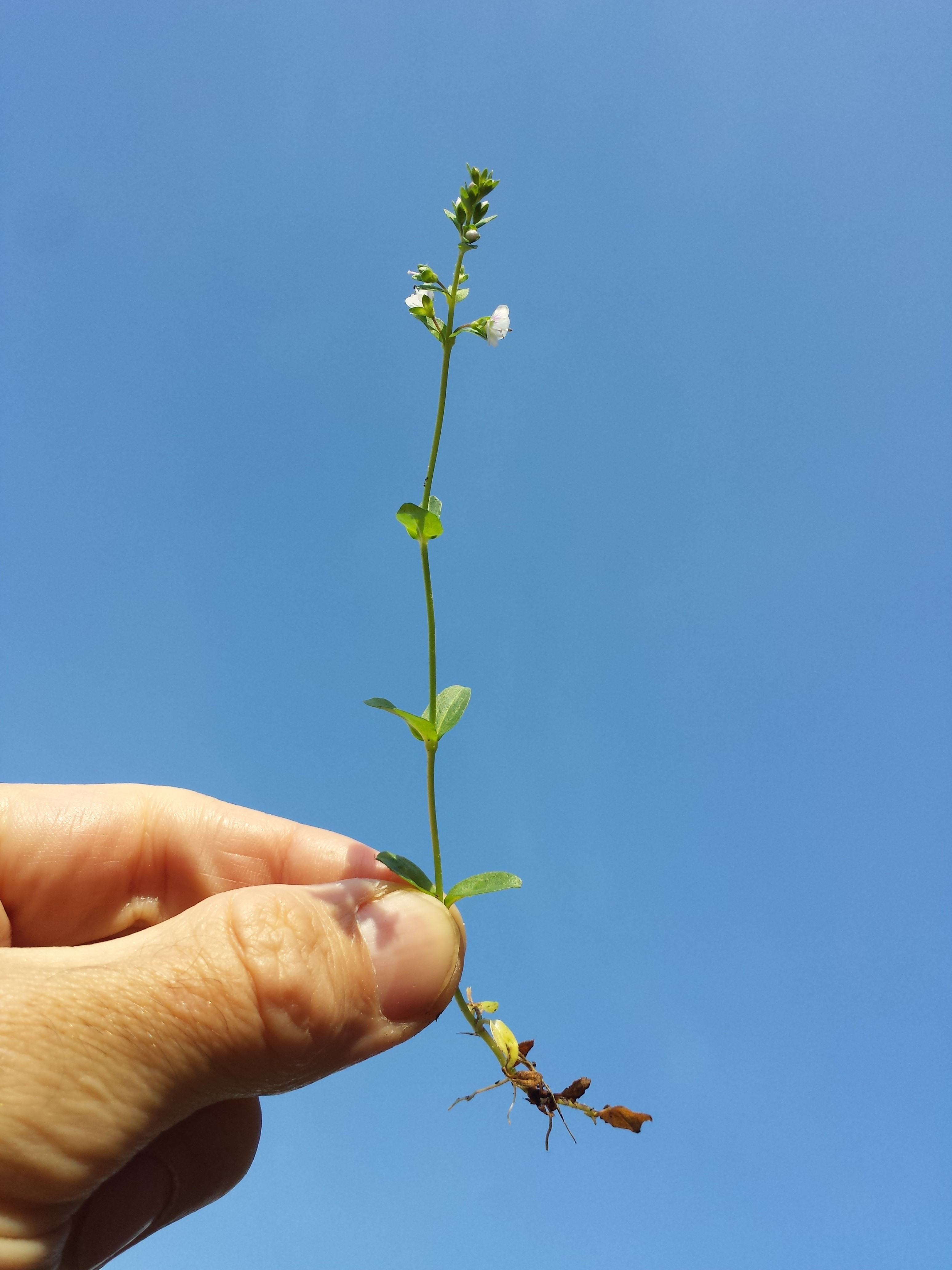
Lodyha s květenstvím

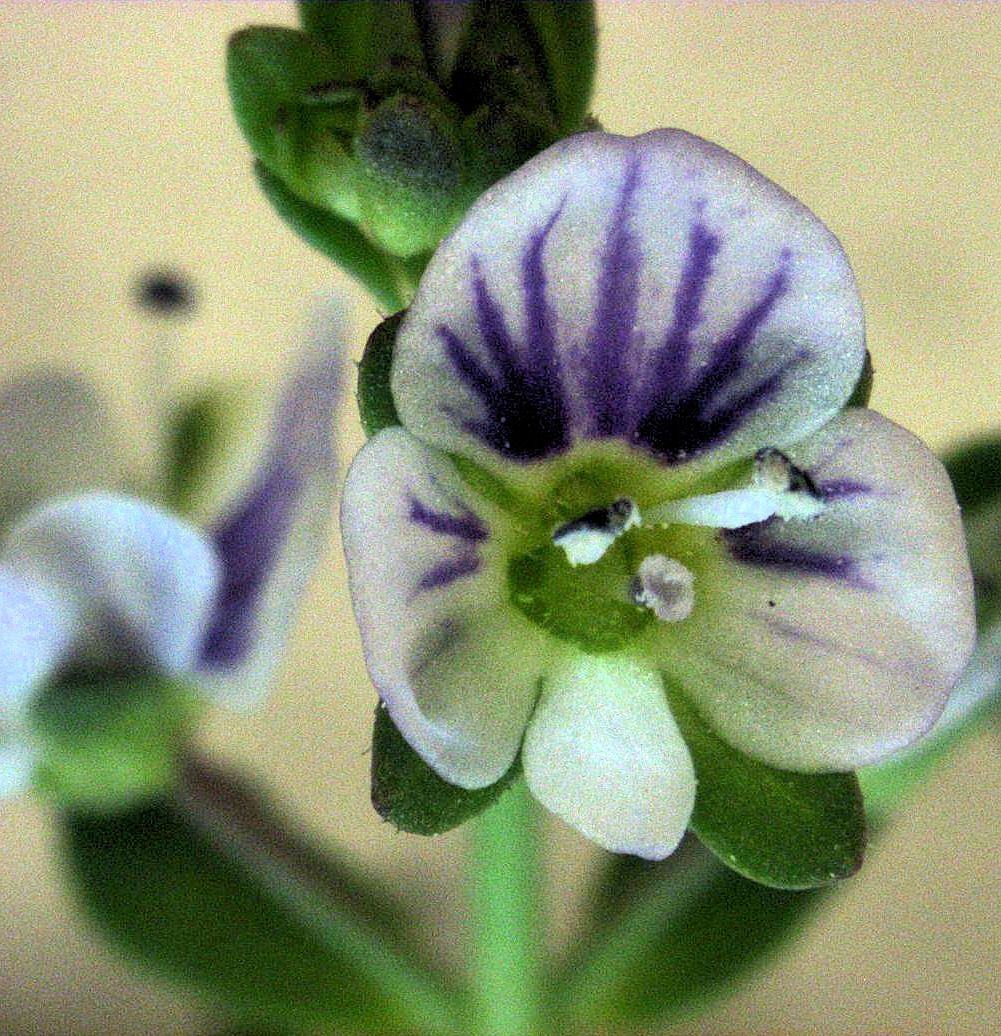
Květ

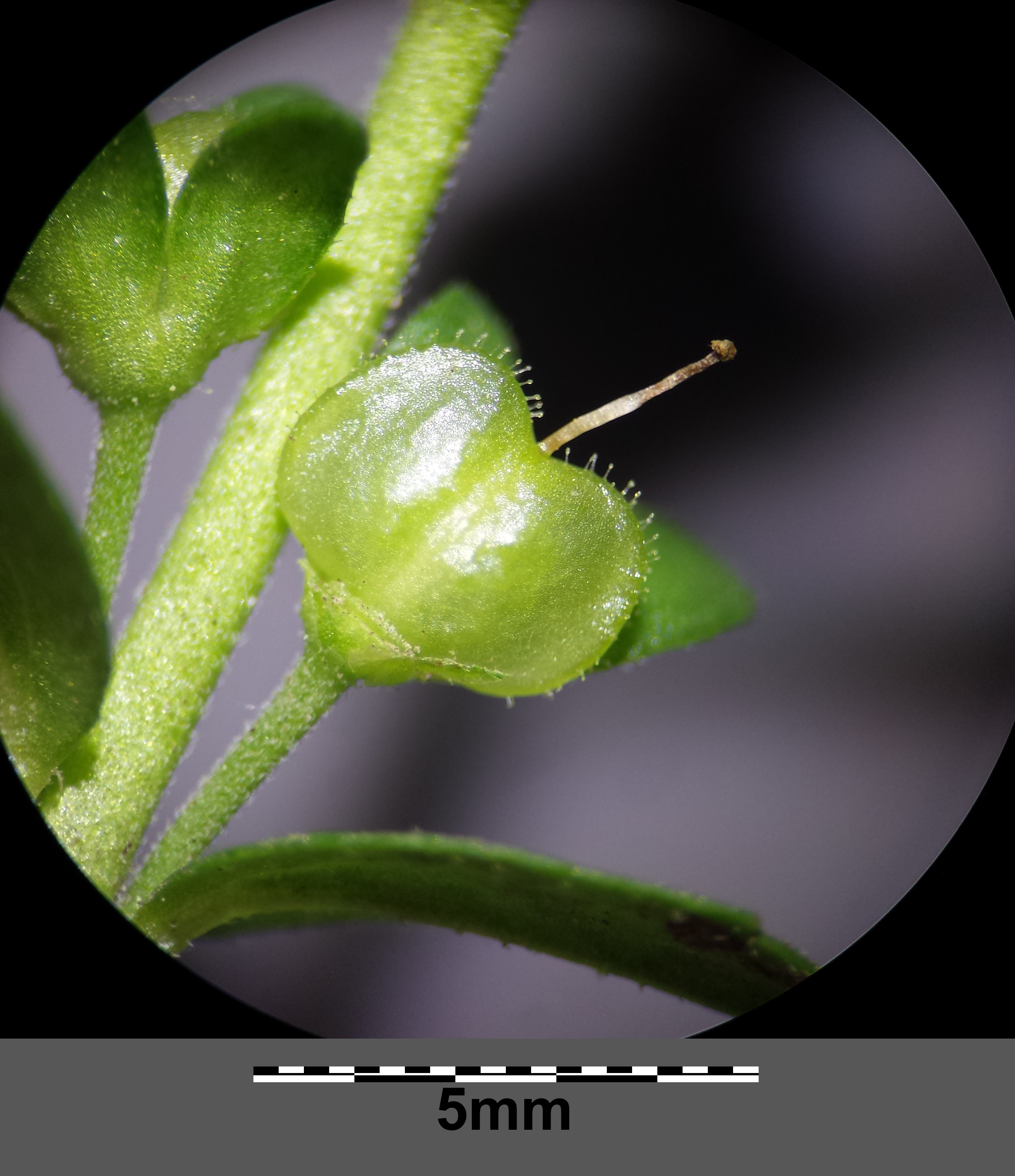
Nezralá tobolka

Rozrazil douškolistý (Veronica serpyllifolia) je drobná, místy poléhavá rostlina vyrůstající nejvýše do výšky 30 cm. Je vytrvalou, krátce chlupatou bylinou kvetoucí na rozhraní jara a léta nevelkými, modravými květy. V české přírodě je původní druh, který se vyskytuje po celém území České republiky.

## Ekologie
Bylina se vyskytuje hlavně v mezofilních až záplavových oblastech v sečených travních porostech, v zahradách, na loukách, pastvinách, okolo cest, na úhorech i na světlinách v lesích. Vyžaduje vlhké, hlinité až jílovité, živinami dobře zásobené půdy, které jsou bohaté na dusík a chudé na vápník. Na vlhkých místech roste na plně osluněných stanovištích, na suchých spíše v polostínu. Je hemikryptofyt kvetoucí obvykle v květnu a červnu. Počet chromozomů 2n = 14, stupeň ploidie x = 2.

## Rozšíření
Původní areál druhu se rozkládá téměř po celé Eurasii, v Evropě nezaujímá pouze jihovýchodní Rusko a v Asii ruský Dálný východ. Mimo tyto dva kontinenty obsahuje ještě západní část severní Afriky a ostrůvkovitě i střed tropické Afriky. Druhotně byl rozrazil douškolistý rozšířen do několika arel na východní pobřeží Severní Ameriky, do převážné části Jižní Ameriky, na jih Afriky a v Asii na nejvýchodnější oblastí ruského Dálného východu.
V České republice je nejvíce rozšířen ve středních až vyšších polohách, vystupuje do výše okolo 1600 m na Sněžce v Krkonoších . Naproti tomu absentuje v teplých a suchých oblastech s převládající ornou půdou, které se rozkládají ve středních a severozápadních Čechách a na střední a jižní Moravě.

## Popis
Vytrvalá rostlina vysoká 15 až 30 cm, která je celá krátce chlupatá. Lodyhu má oblou, nevětvenou, přímou nebo nad krátkou poléhavou bázi vystoupavou, jen řidčeji plazivou a vystoupavou až od květenství, která je porostlá vstřícně vyrůstajícími, ve spodní části lodyhy krátce řapíkatými a výše přisedlými, stálezelenými listy. Jsou eliptické až vejčité, dlouhé 10 až 20 mm a široké 5 až 10 mm, na bázi jsou okrouhlé, na vrcholu tupé či zaokrouhlené a po obvodě mělce vroubkované. Pod květenstvím rostoucí listeny se podobající menším listům. Bylina vyrůstá z bohatě větveného oddenku s četnými kořeny, který mívá obvykle nadzemní výběžky.
Květenství je dosti hustý, za plodu se prodlužující koncový hrozen, jenž je v době kvetení dlouhý 5 až 9 cm. Mívá osm až čtyřicet čtyřčetných, oboupohlavných květů na chlupatých stopkách kratších, než je dlouhý kalich. Kalich má čtyři, jen na bázi srostlé, úzké, eliptické či vejčité cípy dlouhé asi 5 mm. Koruna je velká asi 7 mm, je široce nálevkovitá a má úzkou trubku. Její čtyři nestejně velké cípy jsou bělavé, světle modré či nafialovělé, horní cíp je nejširší s výraznou, tmavě modrou žilnatinou, dolní cíp je nejužší a bez žilnatiny, oba postranní mají žilnatinu jen v horní části. Obě tyčinky s dlouhými nitkami jsou do poloviny srostlé s korunní trubkou a nepřesahují svou délkou korunu. Gyneceum je tvořeno dvěma plodolisty, svrchní semeník je dvoupouzdrý a vytrvalá čnělka nese polokulovitou bliznu. Květy jsou opylovány hmyzem přilétajícím pro nektar.
Plod je hnědá, široce obsrdčitá až ledvinovitá tobolka, asi 4 mm dlouhá a 5 mm široká. Je mírně nafouklá, lesklá, na vrcholu s mělkým srdčitým zářezem a po okraji tupě kýlnatá, její výkrojek přesahuje vytrvalá čnělka. Je dvoupouzdrá a obsahuje plochá, eliptická, žlutavá semena dlouhá okolo 1 mm a široká 0,7 mm, která mají drobné masíčko. Semena jsou rozptylována větrem, povrchovou vodou a pro masíčko bývají po blízkém okolí roznášena mravenci.

## Možnost záměny
Rostlinu Veronica serpyllifolia subsp. serpyllifolia lze zaměnit za poddruh Veronica serpyllifolia subsp. humifusa, který vyrůstá v přírodě Slovenska. Nejlépe se odlišují v době kvetení. Poddruh serpyllifolia má listy eliptické až vejčité, po obvodě mělce vroubkované a jeho květenství s dvaceti až čtyřiceti květy je v době květů dlouhé 5 až 9 cm a stopky květů jsou kratší nebo nejvýše tak dlouhé jako kalich. Poddruh humifusa má listy široce vejčité až okrouhlé, nezřetelně pilovité až celokrajné a květenství s osmi až patnácti květy je v době květu dlouhé 2 až 4 cm a stopky květů jsou výrazně delší než kalich.